# Mildred Iatrou Morgan
Mildred Iatrou Morgan é um sonoplasta e diretor de som estadunidense. Foi indicado ao Oscar de melhor edição de som na cerimônia de 2017 pelo filme La La Land, ao lado de Ai-Ling Lee. Destacou-se também por seu trabalho em Sinbad: Legend of the Seven Seas, Dawn of the Planet of the Apes e Rise of the Planet of the Apes.